# 열역학적 평형
열역학적 평형(熱力學的平衡, thermodynamic equilibrium)은 열역학의 공리 중 하나다. 어떤 열역학계의 내부 상태로서, 물질이나 에너지의 거시적 알짜 흐름이 부재한 것을 말한다. 이 때 계 내부적인 흐름과 계와 계 사이의 흐름 모두 없어야 한다. 열역학적 평형 상태에서는 물질의 상전이 같은 거시적 열역학적 상태량은 변화하지 않는다. 달리 말하면, 계의 상태가 변화하는 것은 곧 열역학적 평형에서 벗어나 있다는 것을 의미한다.
열역학적 평형 상태는 동시에 열적, 정적, 화학적으로 평형이며, 그 중 하나 이상이 충족되지 못한 상태는 열역학적 비평형(non-equilibrium)이라고 한다.

## 국소 및 전체 평형
전체 열역학적 평형과 국소 열역학적 평형(local equilibrium, 국소 평형, 한곳 비김, 국부 평형)을 구분하는 것은 유용하다.

## 같이 보기
- 시간 결정
- 피드백
- 정상 상태
- 제어공학
- 사이버네틱스
- 체계 이론